# Steve Gunderson
Steven Craig Gunderson (sinh ngày 10 tháng 5 năm 1951) là cựu Chủ tịch và Giám đốc điều hành của Hội đồng Sáng lập, Chủ tịch và Giám đốc điều hành hiện tại của Trường Cao đẳng và Đại học Giáo dục nghề nghiệp, và một cựu nghị sĩ đảng Cộng hòa từ Wisconsin.

## Tuổi thơ
Gunderson lớn lên gần Whitehall, Wisconsin. Sau khi học tại Đại học Wisconsin–Madison, ông tiếp tục đi đào tạo tại Trường Phát thanh Truyền hình Brown ở Minneapolis.

## Tác phẩm đã xuất bản
- House and Home, E. P. Dutton, 1996, ISBN 978-0-525-94197-2 (với Rob Morris và Bruce Bawer)